# Oenanthe (madárnem)
Az Oenanthe a madarak (Aves) osztályának verébalakúak (Passeriformes) rendjébe, ezen belül a légykapófélék (Muscicapidae) családjába tartozó nem.

## Rendszerezésük
A nemet Louis Pierre Vieillot francia ornitológus írta le 1816-ban, az alábbi fajok tartoznak ide:
- hantmadár (Oenanthe oenanthe)
- földi hantmadár (Oenanthe pileata)
- barnamellű hantmadár (Oenanthe bottae)
- Heuglin-hantmadár (Oenanthe heuglini)
- pusztai hantmadár (Oenanthe isabellina)
- csuklyás hantmadár (Oenanthe monacha)
- sivatagi hantmadár (Oenanthe deserti)
- déli hantmadár (Oenanthe hispanica)
- ciprusi hantmadár (Oenanthe cypriaca)
- apácahantmadár (Oenanthe pleschanka)
- szomáli hantmadár (Oenanthe phillipsi)
- rozsdás hantmadár vagy fakófejű hantmadár (Oenanthe moesta)
- koromfarkú csuk (Oenanthe melanura)
- Oenanthe familiaris
- Oenanthe scotocerca
- Oenanthe dubia
- Oenanthe fusca
- perzsa hantmadár (Oenanthe picata)
- kormos hantmadár (Oenanthe leucura)
- abesszin hantmadár (Oenanthe lugubris)
- koronás hantmadár (Oenanthe leucopyga)
- feketefejű hantmadár (Oenanthe albonigra)
- türk hantmadár (Oenanthe finschii)
- gyászos hantmadár (Oenanthe lugens)
- bazalthantmadár (Oenanthe warriae vagy Oenanthe lugens warriae)
- arábiai hantmadár (Oenanthe lugentoides)
- Oenanthe persica[1] vagy Oenanthe lugens persica[2]
- kurdisztáni hantmadár (Oenanthe xanthoprymna)
- vörösfarkú hantmadár (Oenanthe chrysopygia)
- fehérfejű hangyászrigó (Oenanthe albifrons[1] vagy Myrmecocichla albifrons)
- hegyi hantmadár (Oenanthe monticola[2] vagy Myrmecocichla monticola)[1]